# پارا تکواندو در پارالمپیک تابستانی ۲۰۲۴
پارا تکواندو یکی از رویدادهای برگزار شده در پارالمپیک تابستانی ۲۰۲۴ بود. این دوره از بازی‌ها در اواخر اوت ۲۰۲۴ به میزبانی پاریس در قصر بزرگ برگزار شد. این دوره، دومین دوره‌ای بود که پارا تکواندو در پارالمپیک تابستانی حاضر بود. ۱۰ رویداد در مجموع برگزار شد که ۴ رویداد بیشتر از پارالمپیک ۲۰۲۰ بود.

## جدول مدال
*   کشور میزبان (فرانسه)
| رتبه           | NPC                       | طلا | نقره | برنز | مجموع |
| -------------- | ------------------------- | --- | ---- | ---- | ----- |
| ۱              | بریتانیای کبیر            | ۲   | ۰    | ۰    | ۲     |
| ۲              | ترکیه                     | ۱   | ۳    | ۱    | ۵     |
| ۳              | ازبکستان                  | ۱   | ۲    | ۰    | ۳     |
| ۴              | مغولستان                  | ۱   | ۱    | ۰    | ۲     |
| ۵              | برزیل                     | ۱   | ۰    | ۱    | ۲     |
| ۵              | جمهوری آذربایجان          | ۱   | ۰    | ۱    | ۲     |
| ۷              | اسرائیل                   | ۱   | ۰    | ۰    | ۱     |
| ۷              | پرو                       | ۱   | ۰    | ۰    | ۱     |
| ۷              | چین                       | ۱   | ۰    | ۰    | ۱     |
| ۱۰             | ایران                     | ۰   | ۱    | ۲    | ۳     |
| ۱۱             | مکزیک                     | ۰   | ۱    | ۱    | ۲     |
| ۱۲             | فرانسه*                   | ۰   | ۱    | ۰    | ۱     |
| –              | ورزشکاران بی‌طرف پارالمپیک | ۰   | ۱    | ۰    | ۱     |
| ۱۳             | مراکش                     | ۰   | ۰    | ۲    | ۲     |
| ۱۳             | یونان                     | ۰   | ۰    | ۲    | ۲     |
| ۱۵             | آرژانتین                  | ۰   | ۰    | ۱    | ۱     |
| ۱۵             | ایالات متحده آمریکا       | ۰   | ۰    | ۱    | ۱     |
| ۱۵             | ایتالیا                   | ۰   | ۰    | ۱    | ۱     |
| ۱۵             | تایلند                    | ۰   | ۰    | ۱    | ۱     |
| ۱۵             | تیم پناهندگان المپیک      | ۰   | ۰    | ۱    | ۱     |
| ۱۵             | دانمارک                   | ۰   | ۰    | ۱    | ۱     |
| ۱۵             | نپال                      | ۰   | ۰    | ۱    | ۱     |
| ۱۵             | چین تایپه                 | ۰   | ۰    | ۱    | ۱     |
| ۱۵             | کره جنوبی                 | ۰   | ۰    | ۱    | ۱     |
| ۱۵             | گرجستان                   | ۰   | ۰    | ۱    | ۱     |
| مجموع (۲۴ NPC) | مجموع (۲۴ NPC)            | ۱۰  | ۱۰   | ۲۰   | ۴۰    |

## خلاصه مدال

### مردان
| Event  | طلا                                 | نقره                                       | برنز                           |
| ------ | ----------------------------------- | ------------------------------------------ | ------------------------------ |
| ۵۸ ک‌گ  | عصاف یاسور · اسرائیل                | علی جان اوزکان · ترکیه                     | صابر زینالف · جمهوری آذربایجان |
| ۵۸ ک‌گ  | عصاف یاسور · اسرائیل                | علی جان اوزکان · ترکیه                     | ژیائو ژیانگ-ون · چین تایپه     |
| ۶۳ ک‌گ  | محمود بوزتکه · ترکیه                | گانباتین بولور-اردنه · مغولستان            | آنتونینو بوسولو · ایتالیا      |
| ۶۳ ک‌گ  | محمود بوزتکه · ترکیه                | گانباتین بولور-اردنه · مغولستان            | ایوب آدویچ · مراکش             |
| ۷۰ ک‌گ  | عمادالدین خلیلوف · جمهوری آذربایجان | فاتح چلیک · ترکیه                          | خوآن دیگو گارسیا لوپز · مکزیک  |
| ۷۰ ک‌گ  | عمادالدین خلیلوف · جمهوری آذربایجان | فاتح چلیک · ترکیه                          | خوآن سامورانو · آرژانتین       |
| ۸۰ ک‌گ  | اسدبک توشتمیروف · ازبکستان          | لویس ماریو ناجرا · مکزیک                   | علیرضا بخت · ایران             |
| ۸۰ ک‌گ  | اسدبک توشتمیروف · ازبکستان          | لویس ماریو ناجرا · مکزیک                   | جو جئونگ-هون · کره جنوبی       |
| +۸۰ ک‌گ | مت بوش · بریتانیای کبیر             | علی‌اسخب رمضانف · ورزشکاران بی‌طرف پارالمپیک | اوان مدل · ایالات متحده آمریکا |
| +۸۰ ک‌گ | مت بوش · بریتانیای کبیر             | علی‌اسخب رمضانف · ورزشکاران بی‌طرف پارالمپیک | حامد حق‌شناس · ایران            |

### زنان
| رویداد | طلا                           | نقره                        | برنز                                |
| ------ | ----------------------------- | --------------------------- | ----------------------------------- |
| ۴۷ ک‌گ  | لئونور اسپینوزا · پرو         | زیوداخون ایزاکوا · ازبکستان | خوانسودا فوانگکیتچا · تایلند        |
| ۴۷ ک‌گ  | لئونور اسپینوزا · پرو         | زیوداخون ایزاکوا · ازبکستان | ذکیه خدادادی · تیم پناهندگان المپیک |
| ۵۲ ک‌گ  | سورنجاو اولامبایار · مغولستان | زهرا رحیمی · ایران          | آنا جاپاریدزه · گرجستان             |
| ۵۲ ک‌گ  | سورنجاو اولامبایار · مغولستان | زهرا رحیمی · ایران          | مریم بتول کاودار · ترکیه            |
| ۵۷ ک‌گ  | لی یوجی · چین                 | غمزه گوردال · ترکیه         | پالشا گوردهان · نپال                |
| ۵۷ ک‌گ  | لی یوجی · چین                 | غمزه گوردال · ترکیه         | سیلوانا فرناندس · برزیل             |
| ۶۵ ک‌گ  | آنا کارولینا مورا · برزیل     | جلیکا دیالو · فرانسه        | لیزا جسینگ · دانمارک                |
| ۶۵ ک‌گ  | آنا کارولینا مورا · برزیل     | جلیکا دیالو · فرانسه        | کریستینا گکنتزو · یونان             |
| +۶۵ ک‌گ | امی تروسدال · بریتانیای کبیر  | گولجونوی نایموا · ازبکستان  | النی پاپاستاماتوپولو · یونان        |
| +۶۵ ک‌گ | امی تروسدال · بریتانیای کبیر  | گولجونوی نایموا · ازبکستان  | راجائه آکرماخ · مراکش               |